# مینی کانتریمن
مینی کانتریمن (به انگلیسی: Mini Countryman) نسل دوم مینی کانتریمن دارای ابعاد و فضای مناسبی بوده و با طراحی کراس اوور بزرگترین خودروی ساخت مینی است و خودروی پرطرفداری می‌باشد و تقریباً هم اندازه با Toyota C-HR و هم کلاس خودروهایی مانند رنو کپچر، هوندا اچ‌آر-وی، نیسان جوک و Mazda CX-3 است و با موتور هیبریدی (کوپر S E) با ۲٫۰ لیتری ۱۳۴ اسب + موتور برقی ۶۵ کیلو وات نیز در دسترس است
پسوندهای (John Cooper Works (JCW و Cooper S و Cooper SD و Cooper و Cooper D و Cooper S E نشان دهنده نوع موتورو و قدرت موتور است
شتاب ۰ تا ۶۰ مایل بر ساعت در مدل جان کوپر ورکز ۶٫۲ ثانیه است.
اما نسخهٔ وارداتی کانتریمن در کشورمان نسخهٔ غیر هیبریدی این خودرو است که دارای یک موتور ۲۰۰۰ سی سی توربو شارژ است که ۱۸۹ اسب بخار نیرو و ۲۸۰ نیوتن متر گشتاور تولید می‌کند و شتاب ۰ تا ۶۰ مایل ۷٫۲ ثانیه ای دارد.

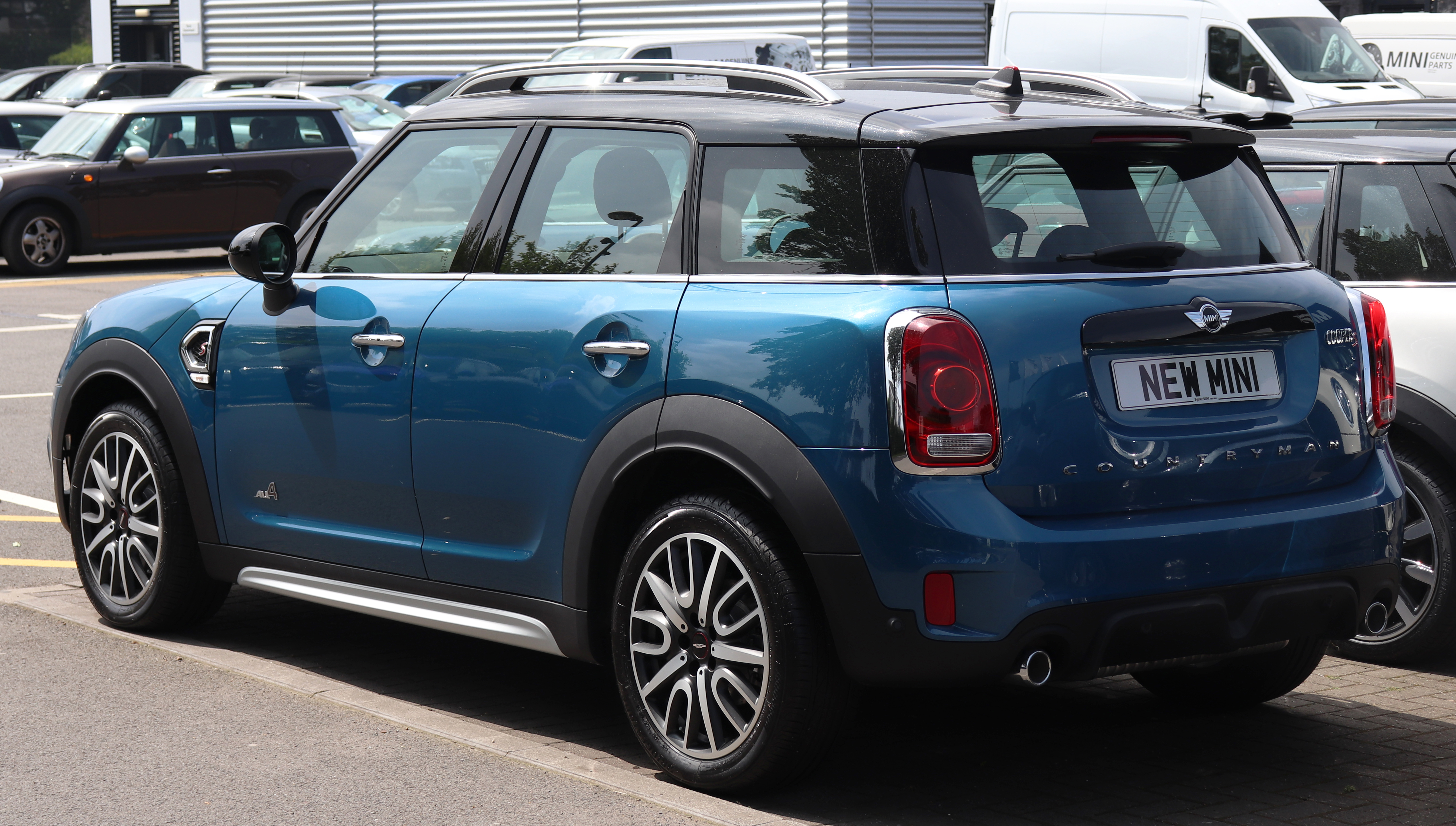
نمای عقب مینی کانتریمن

## نگارخانه

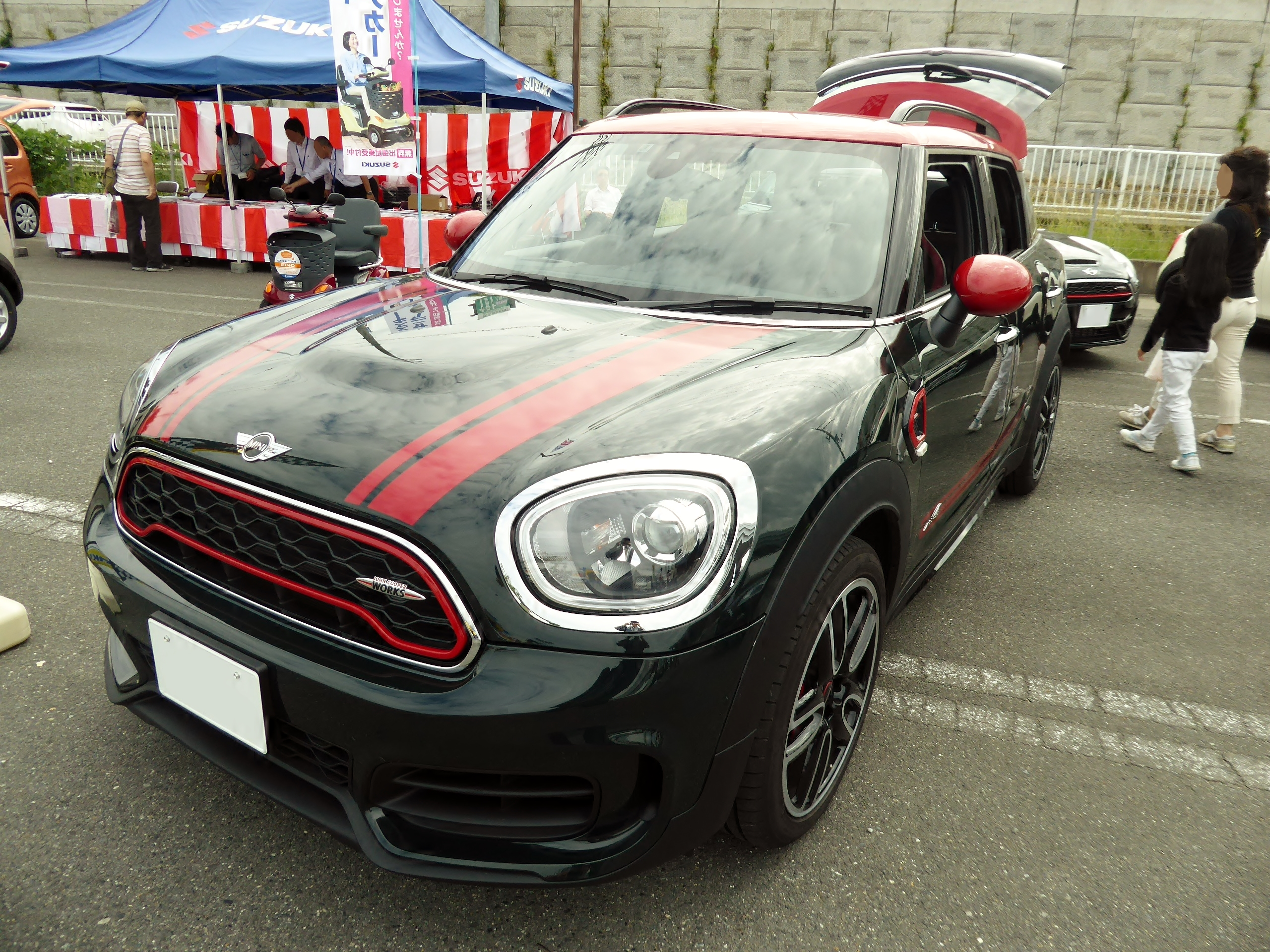
جان کوپر ورکز
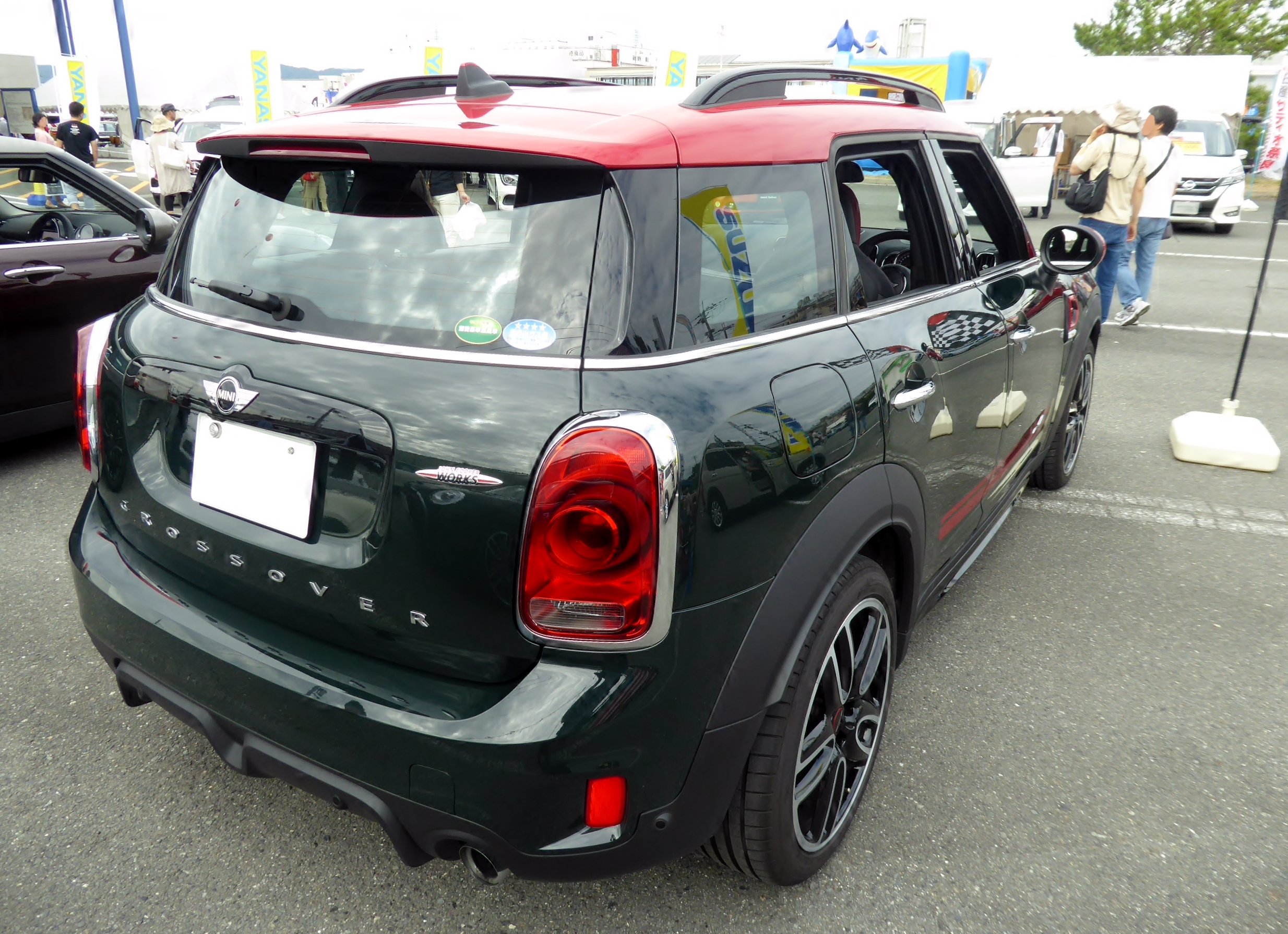
جان کوپر ورکز
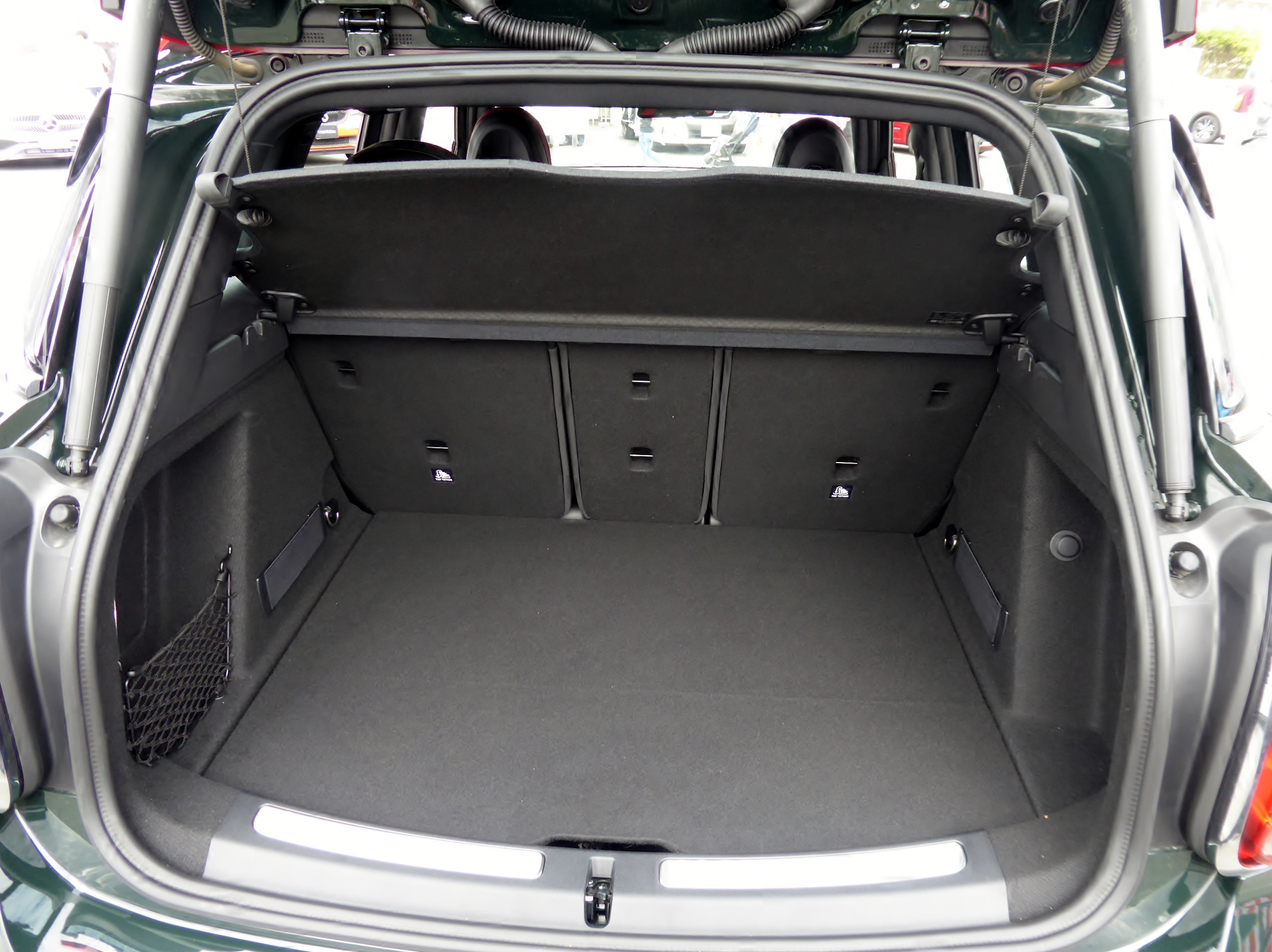
جان کوپر ورکز
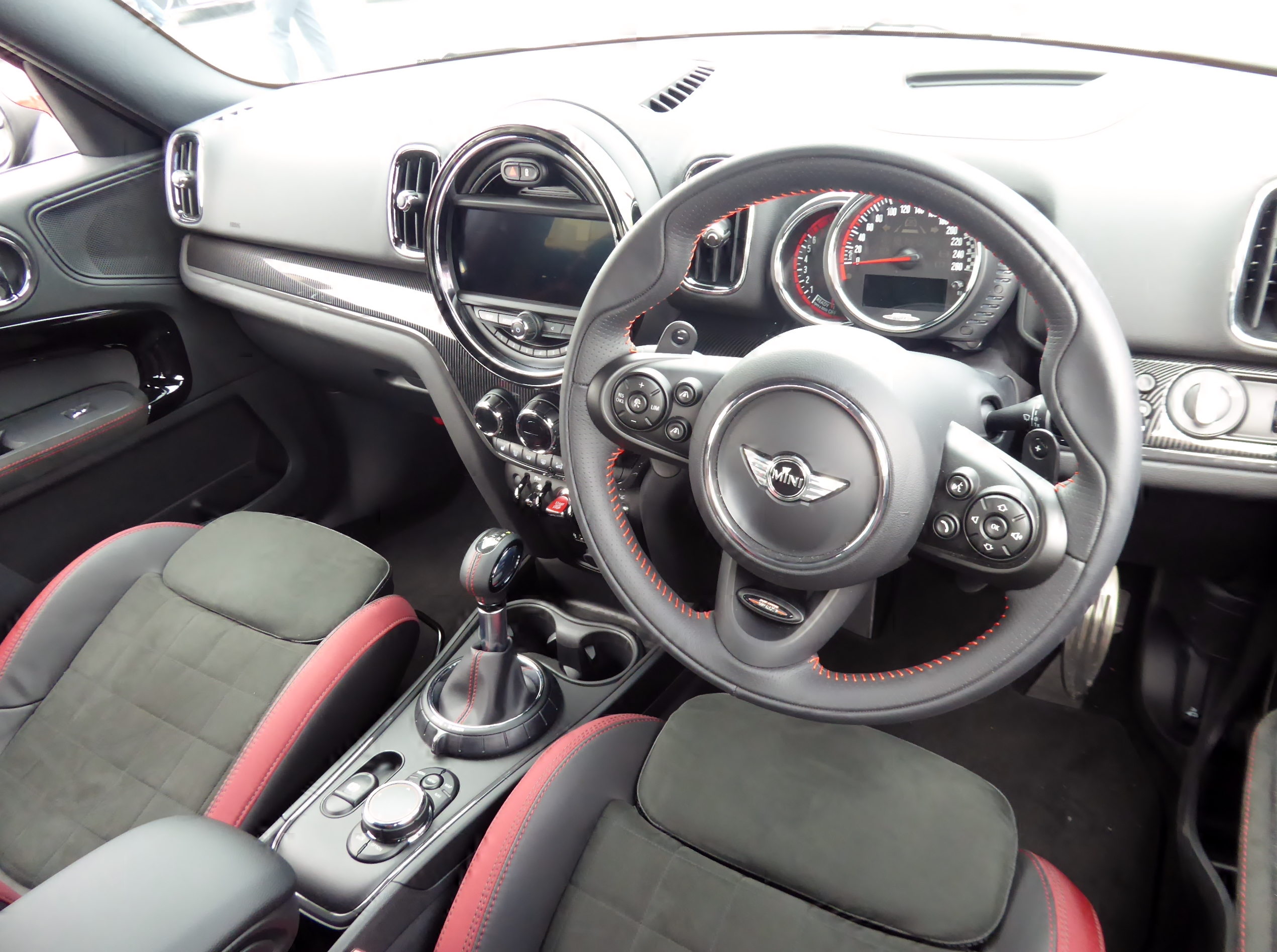
جان کوپر ورکز
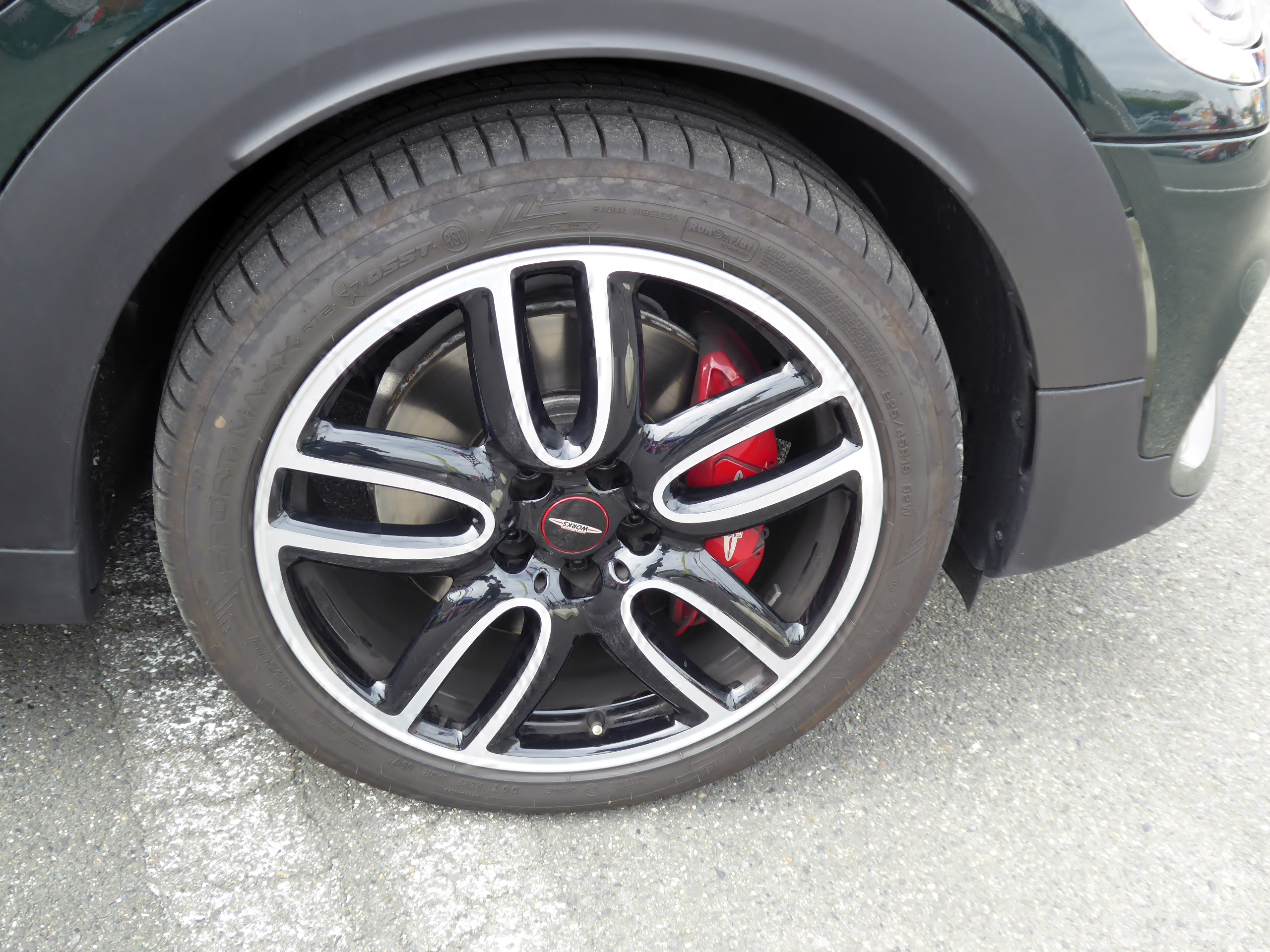
جان کوپر ورکز
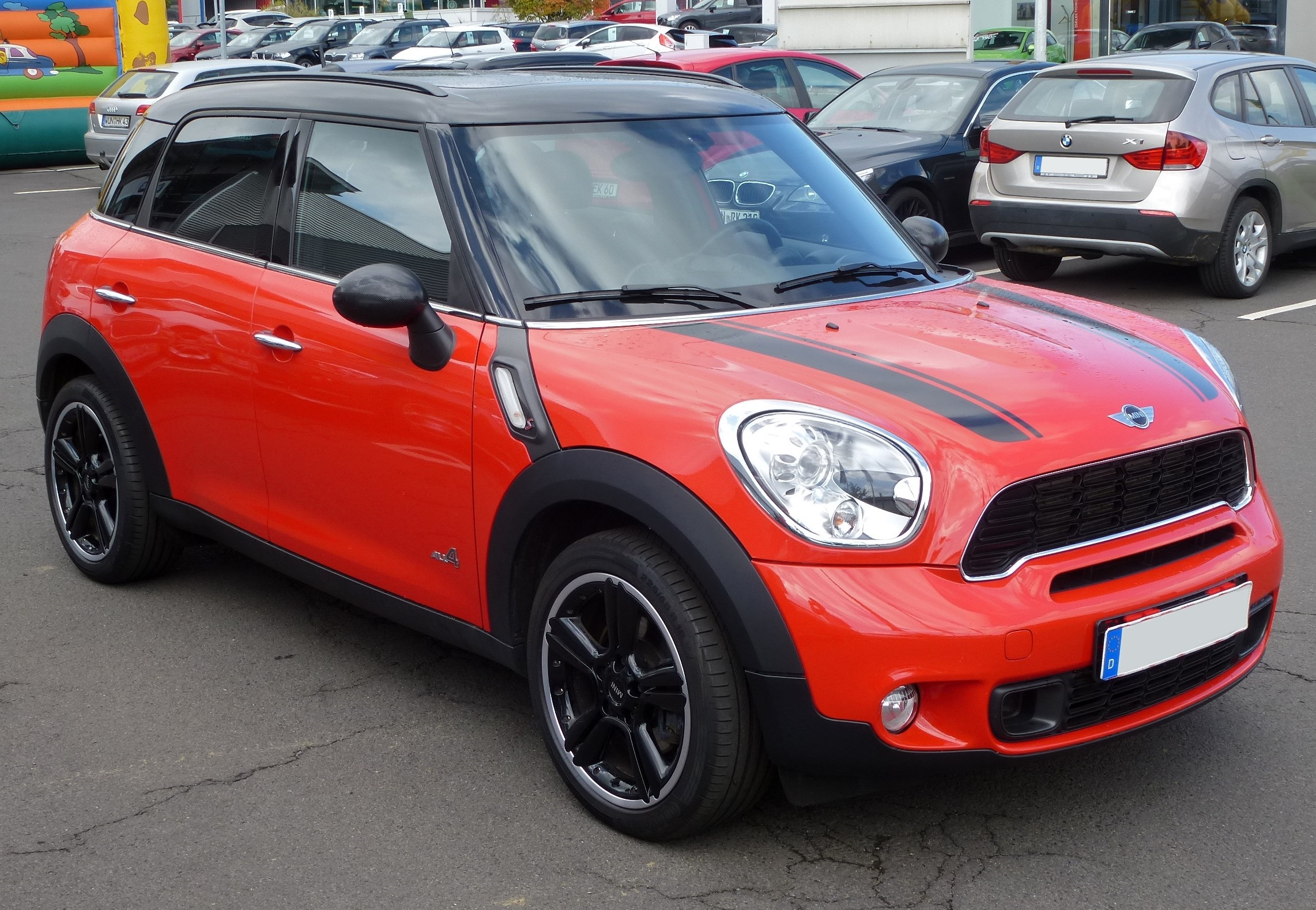
کوپر اس
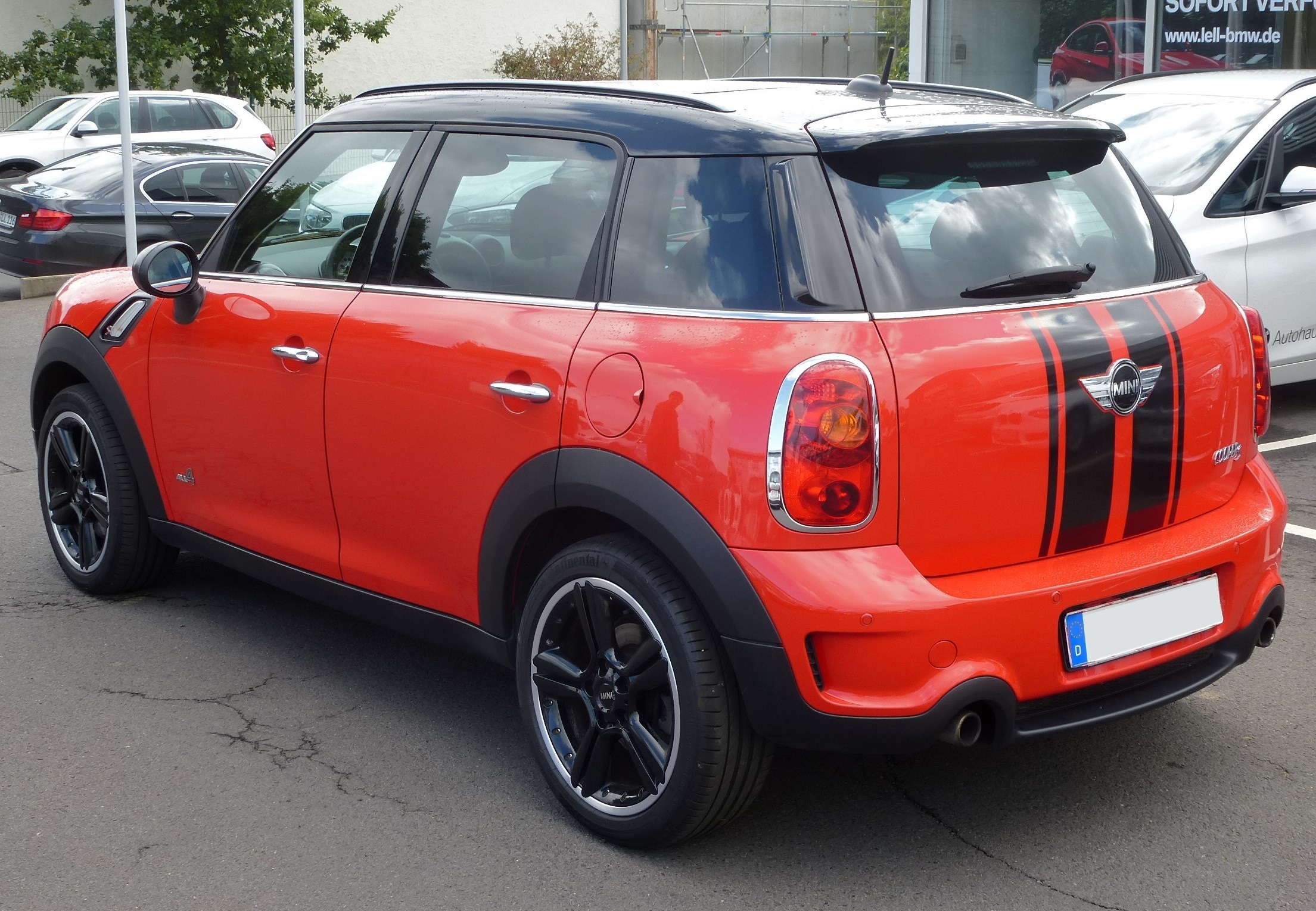
کوپر اس
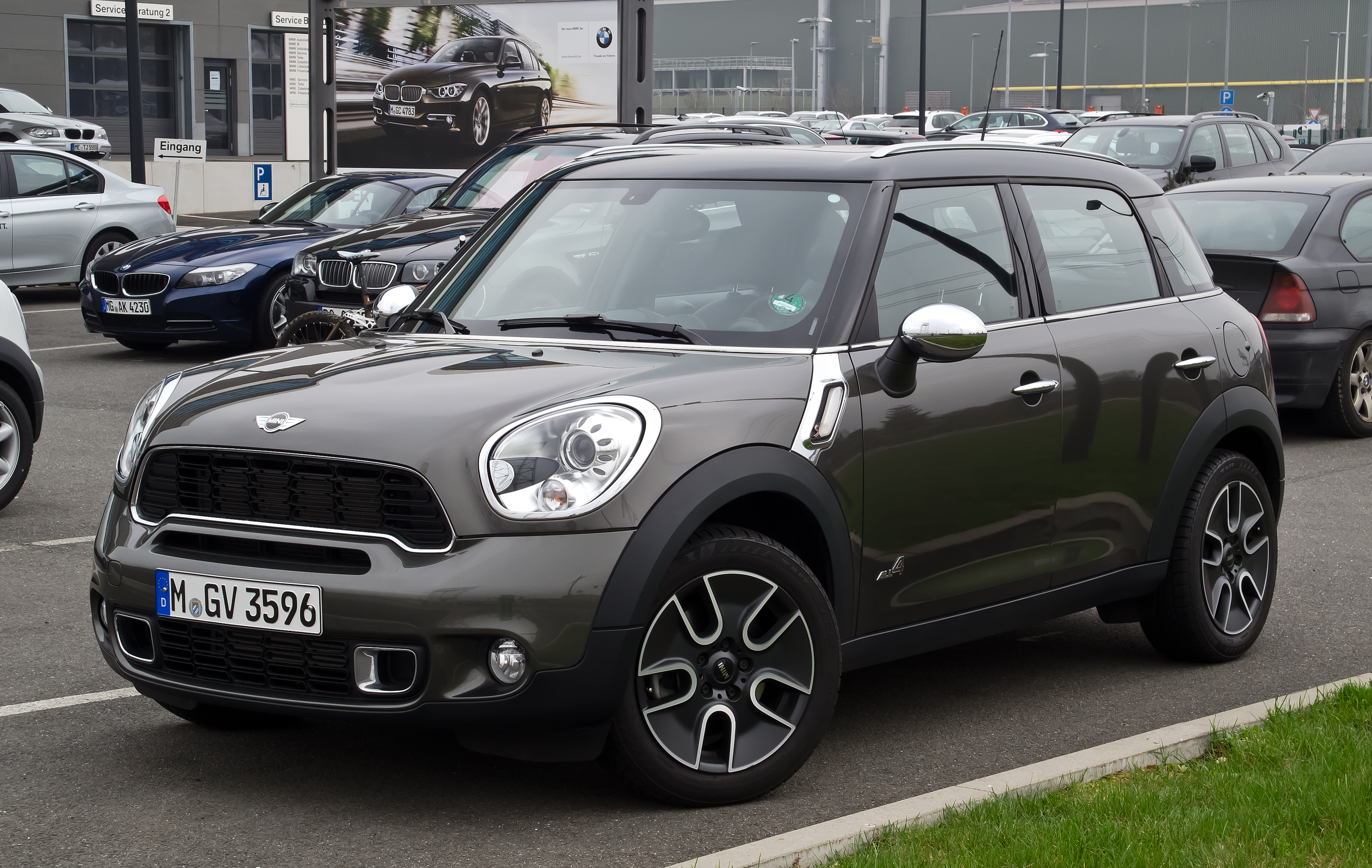
کوپر اس
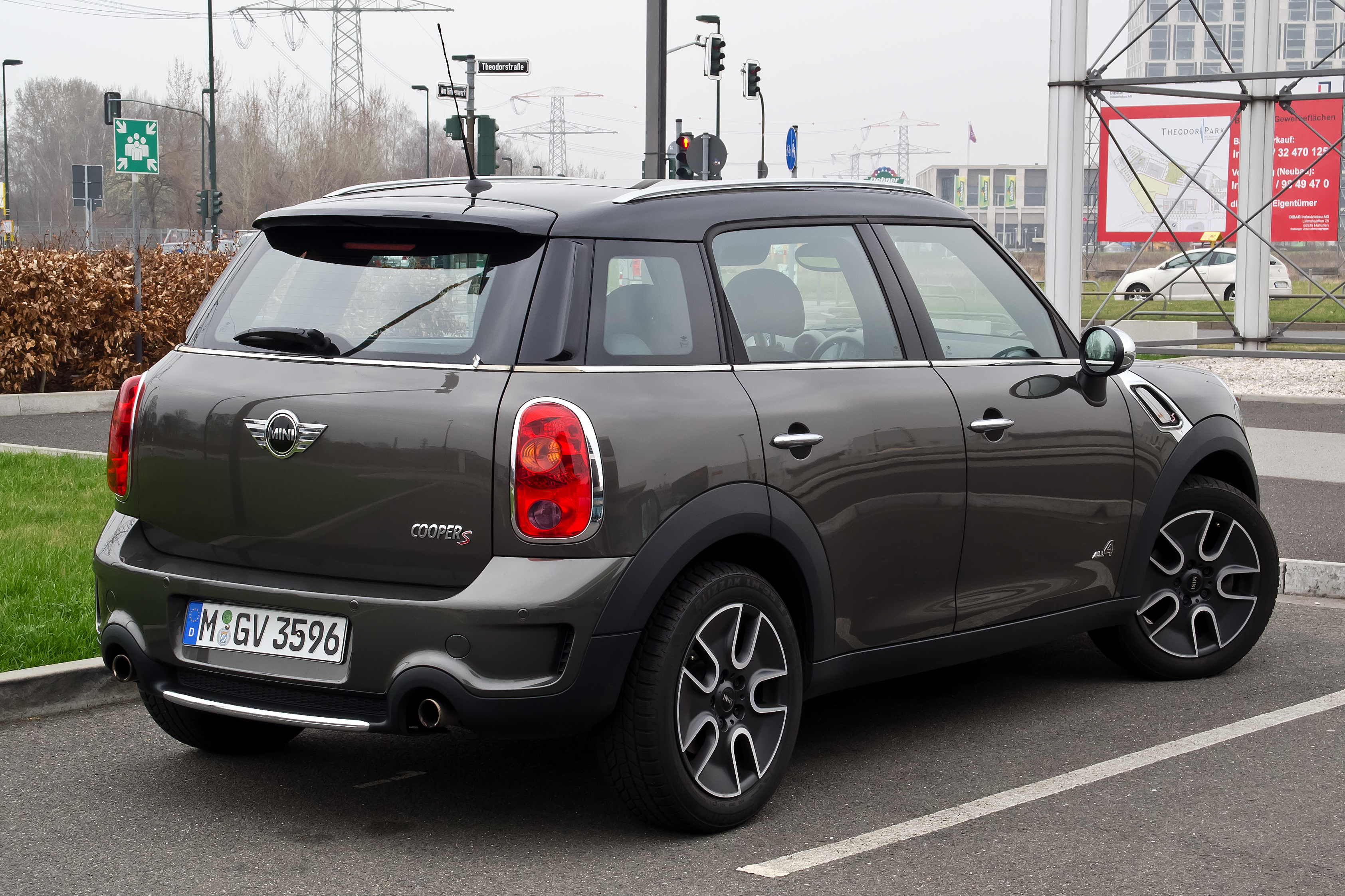
کوپر اس
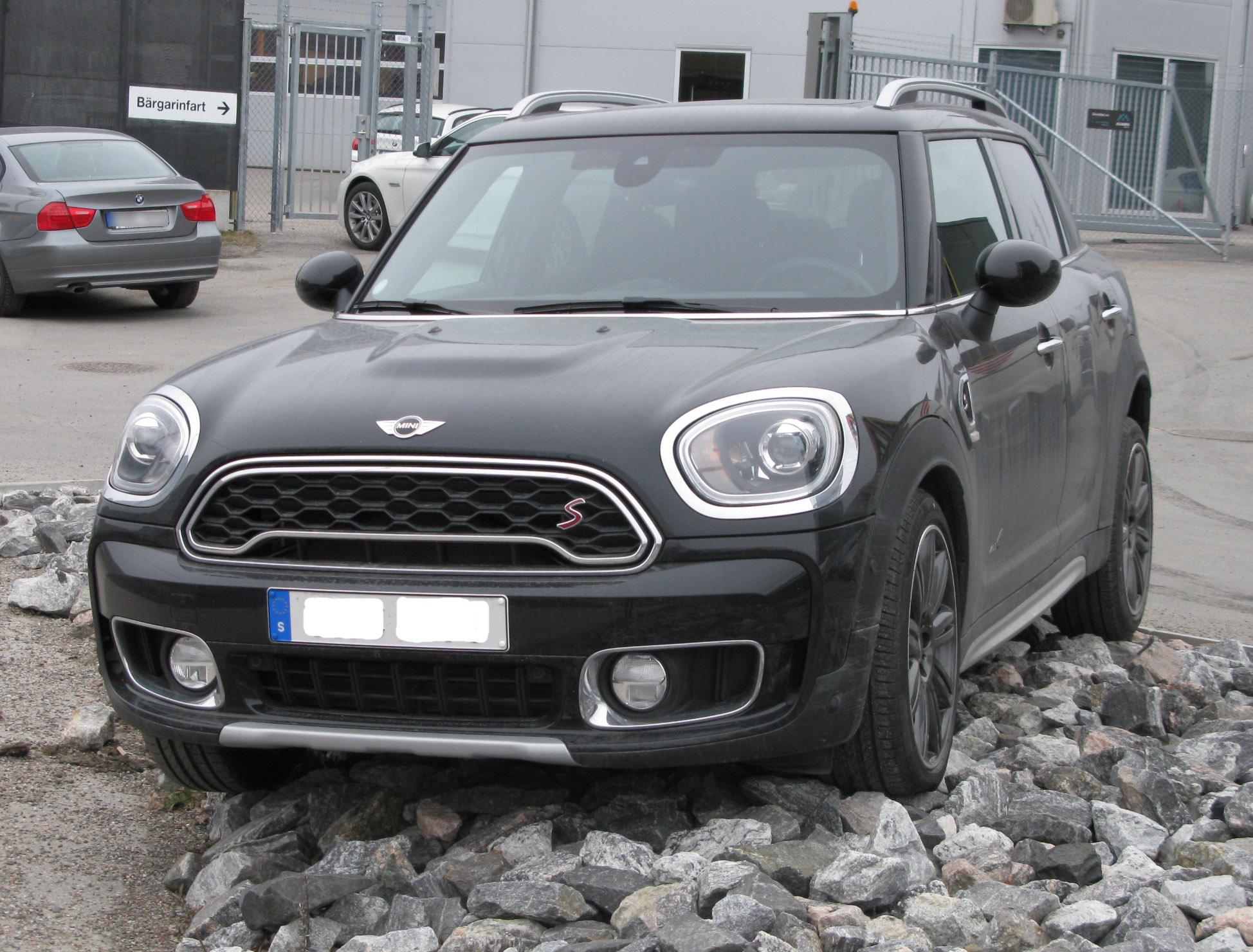
کوپر اس دی
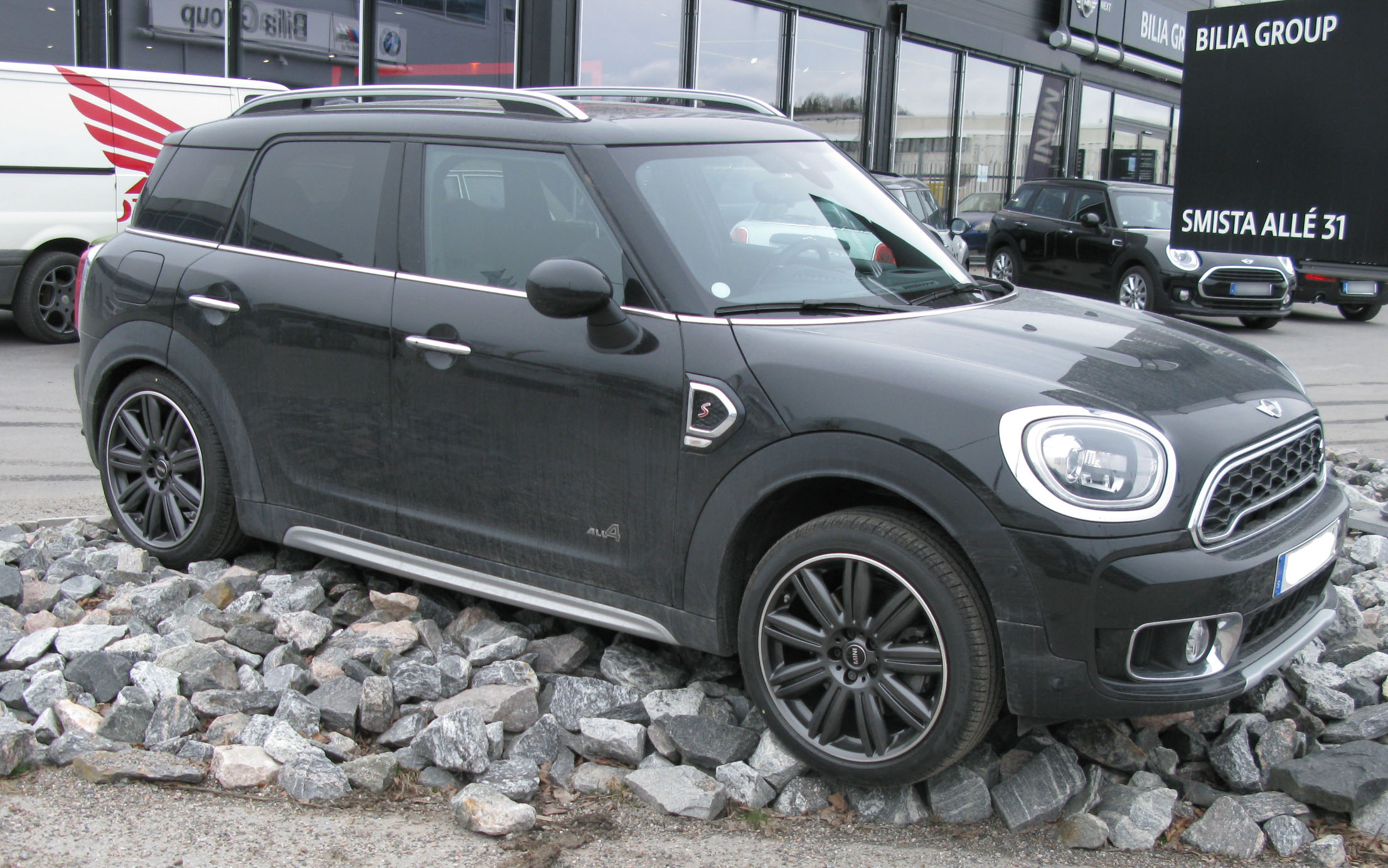
کوپر اس دی
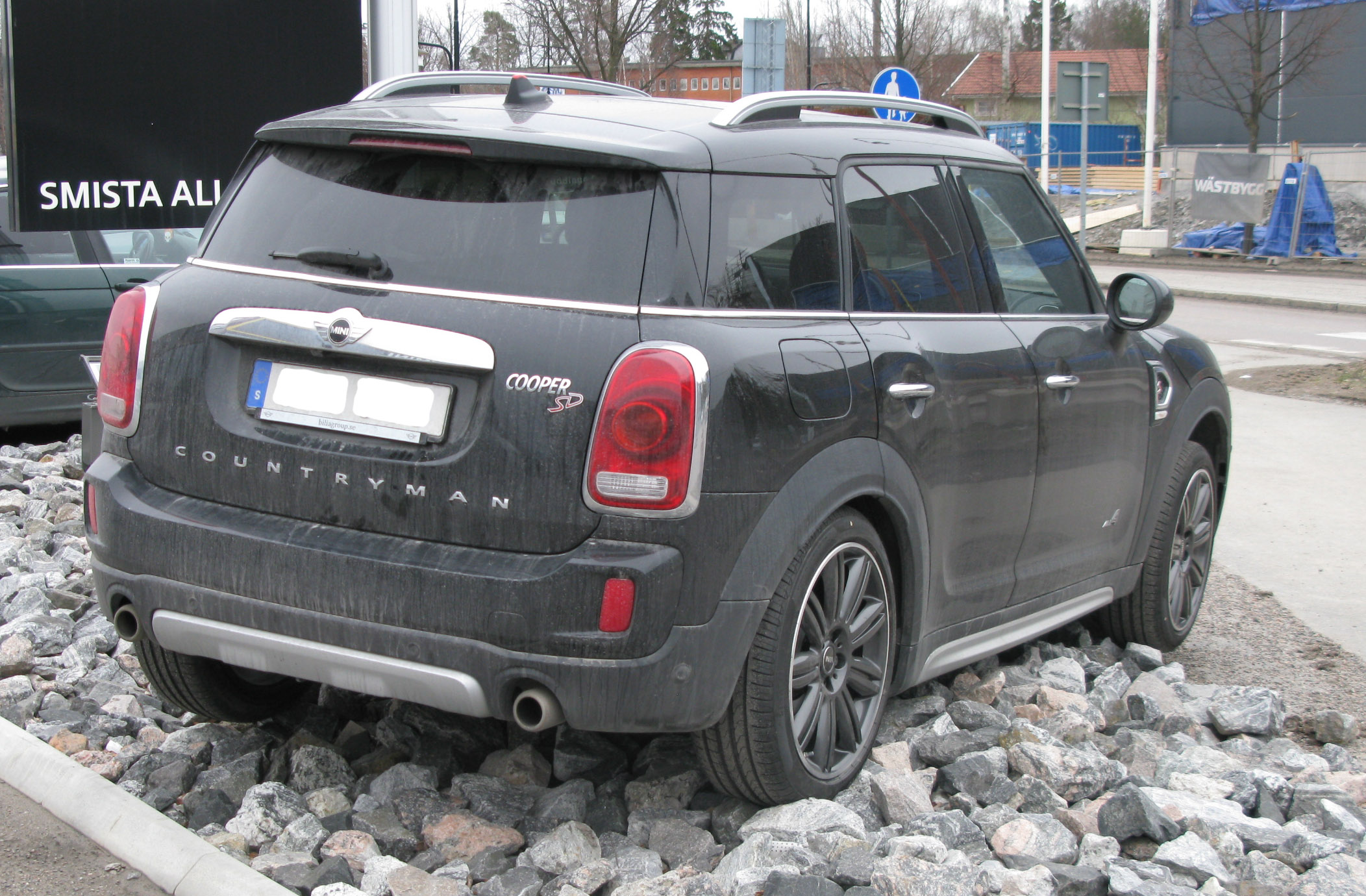
کوپر اس دی
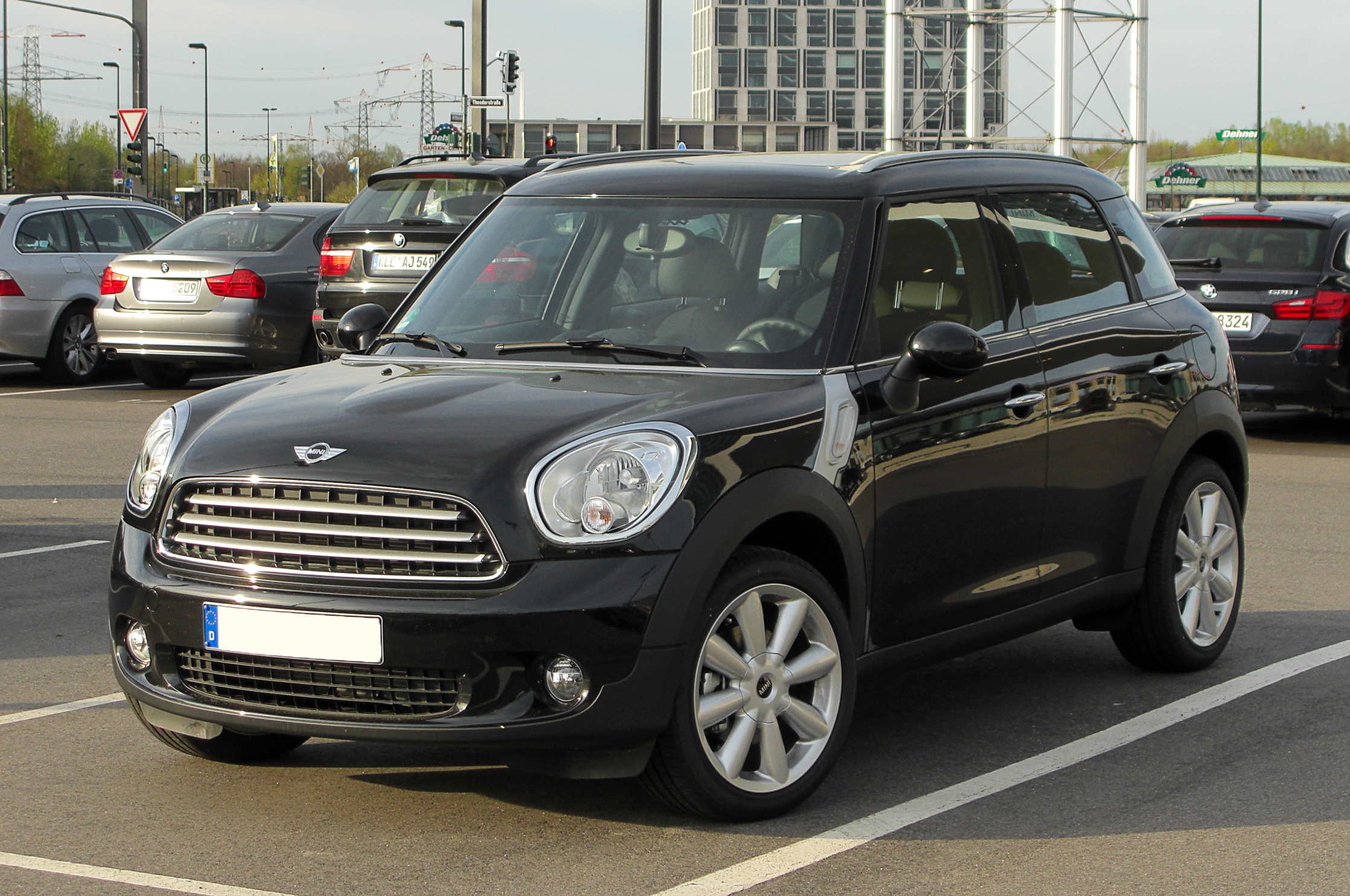
کوپر
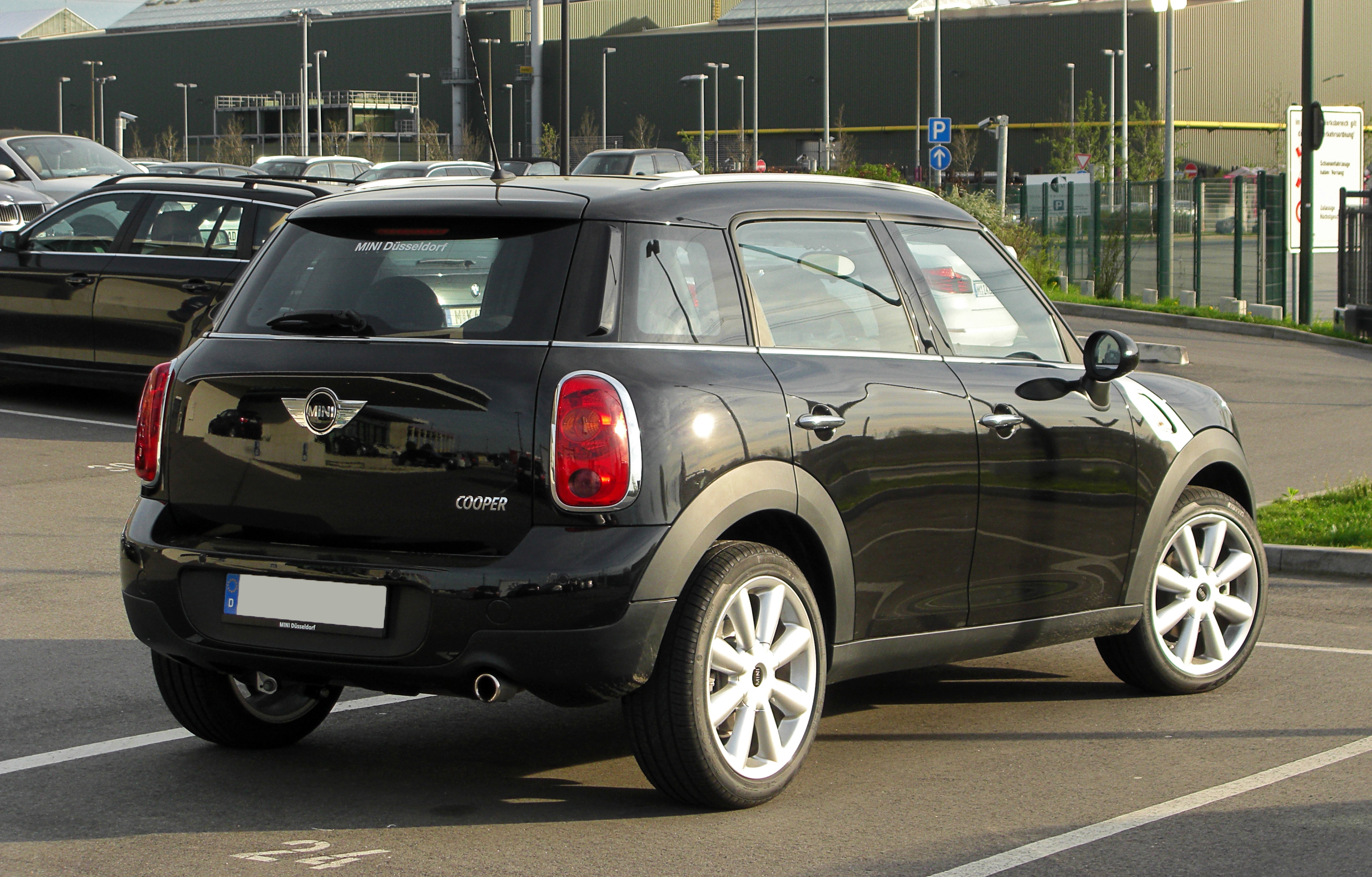
کوپر
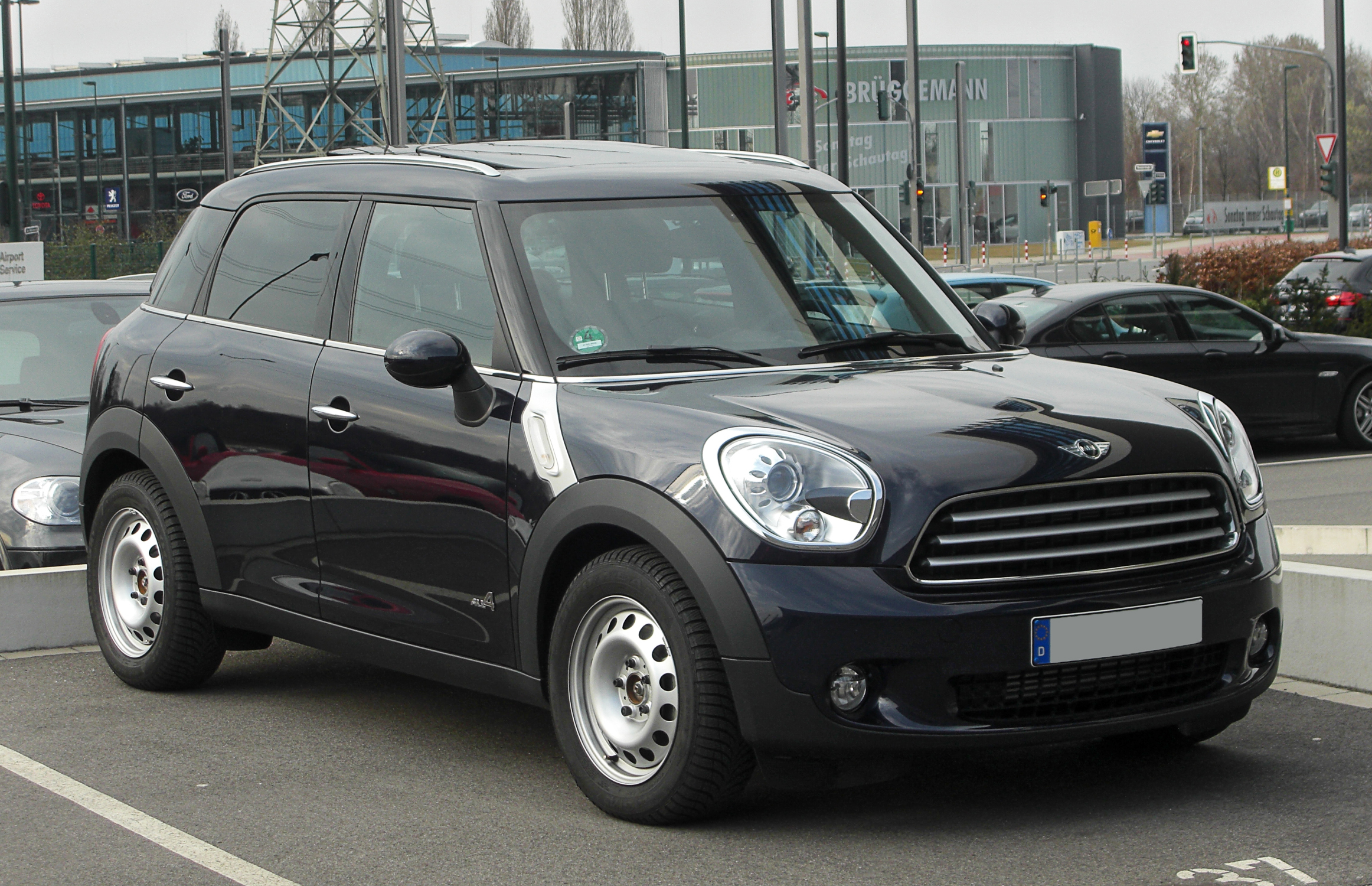
وان
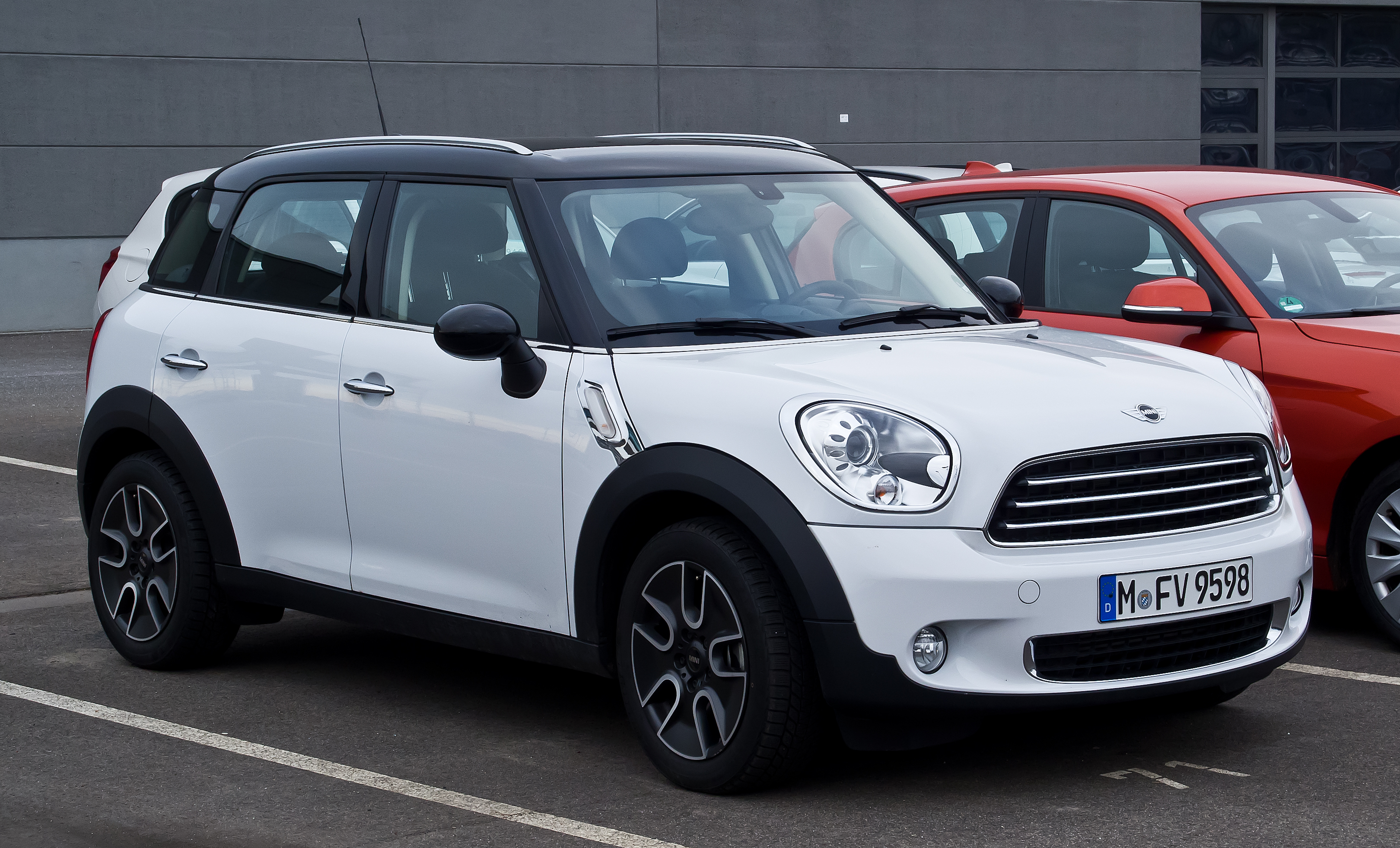
کوپر دی
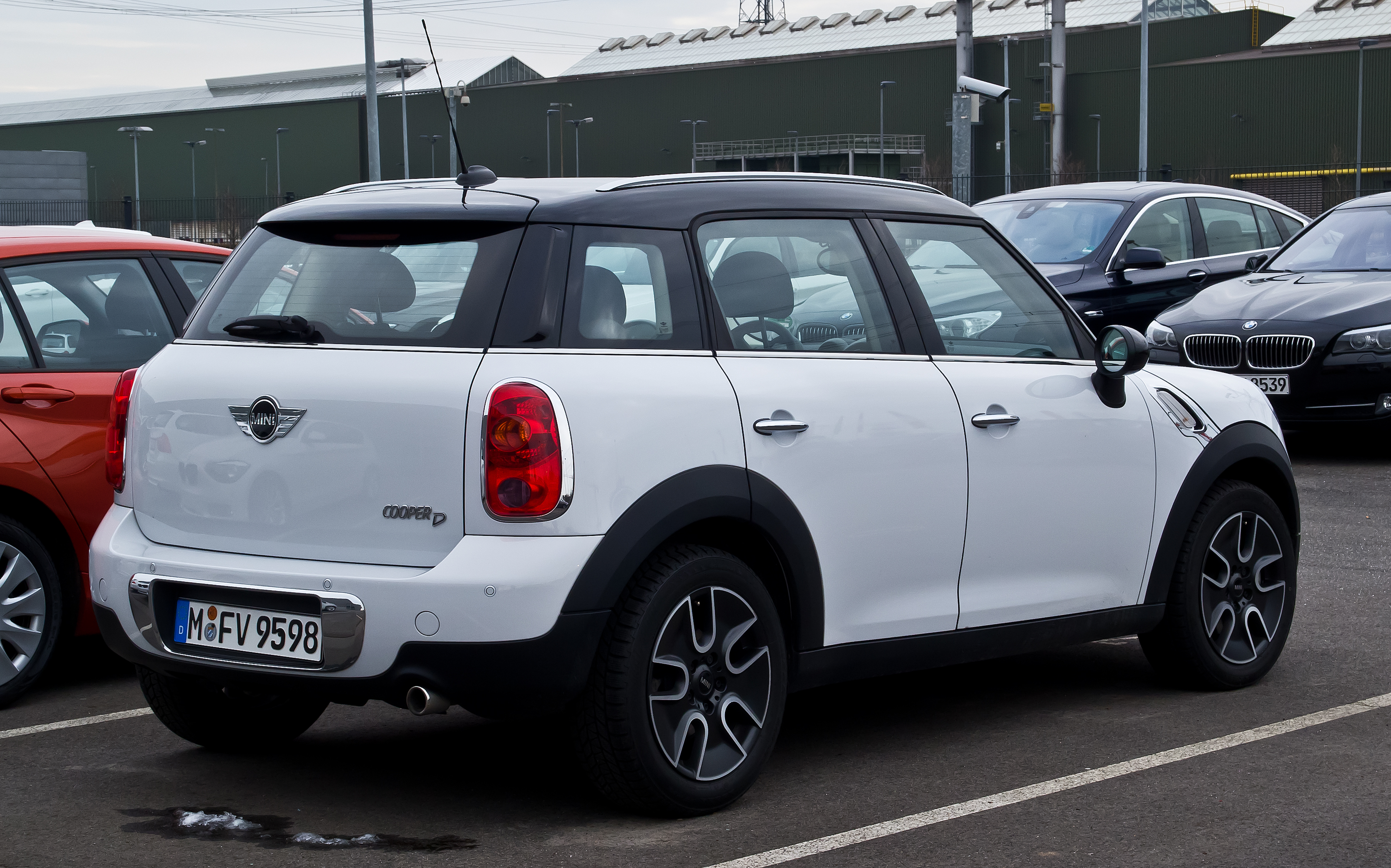
کوپر دی